# ADN de motivo I
I-motif DNA, (em português: DNA de motivo I) é um tipo de ácido desoxirribonucleico que é encontrado nos núcleos das células humanas. Ele tem uma estrutura  quadrúplex composta de dois duplexes paralelos. A molécula é estável em condições ácidas, mas começa a se tornar instável em soluções básicas ou neutras. O DNA de motivo I é rico em ligações de citosina-citosina incomuns. Os cientistas suspeitam que ele esteja envolvido com o processo de “ler” seqüências de DNA e convertê-las em substâncias úteis.